# ウェスティングハウス・レール・システムズ
ウェスティングハウス・レール・システムズ（英: Westinghouse Rail Systems）（旧・ウェスティングハウス・シグナルズ、英: Westinghouse Signals）は、かつて世界的な鉄道業界への信号保安および制御機器を供給していたイギリスの製造会社である。
本社はウィルトシャー州チッペナムにあり、機械的および電気的／電子的鉄道信号設備などいろいろ製造していた。
クロイドン、ヨーク、バーミンガム、クローリー、スワンリーおよびグラスゴーに、6つの他のイギリスのオフィスを持っていた。
特にメルボルンを含む極東においても、いくつかの海外オフィスを持っている。
ウェスティングハウスは、イギリス内における最大の信号設計および制御エンジニアリング会社であると考えられていた。
ウエスティングハウスは、2004年（平成16年）に過去最大の契約に調印した。
メトロネットによってウェスティングハウスに交付された8億5,000万ポンド (£) の契約書は、ロンドン地下鉄の8路線の再信号化のためである。
10年の契約は、地下鉄システムのPPP（指定管理者制度）再生資金の一部であり、2014年（平成26年）まで実行される。
2013年（平成25年）にシーメンスに売却される前までは、当社はインベンシス公開有限会社によって所有されていた。
ウェスティングハウスの社名は下ろされており、現在はシーメンス・レール・オートメーションとなっている。

## 歴史
ウェスティングハウス・レール・システムズの起源は、1920年（大正9年）にウェスティングハウス・ブレーキ・アンド・サクスビー・シグナル（英: Westinghouse Brake & Saxby Signal Company）として設立されたウェスティングハウス・ブレーキ・アンド・シグナル（英: Westinghouse Brake and Signal Company）の信号部門である。
ホーカー・シドレーは、1979年（昭和54年）にウェスティングハウス・ブレーキ・アンド・シグナルを購入し、1992年（平成4年）にBTR公開有限会社へ売却した。
1999年（平成11年）に、BTRはシーベと合併してインベンシスとなった。
ブレーキ・アンド・シグナル会社は、2つの別々の会社（ウェスティングハウス・シグナルズおよびウェスティングハウス・ブレーキ（英: Westinghouse Brakes））に分割された。
インベンシスは、2000年（平成12年）4月にウェスティングハウス・ブレーキをクノールブレムゼに売却した。
2013年（平成25年）5月2日に、インベンシス・レール・グループは、シーメンスに売却された。

## 製品
ウェスティングハウス製品には、下記を含むいろいろな信号および鉄道制御装置がある。
- スタイル63ポイントマシン
- SSI（英語版）
- ウェストロック（英語版）
- WESTRACE
- WESTEX